# Kanon Wakeshima
Kanon Wakeshima (分島 花音, Wakeshima Kanon; Tokyo, 28 giugno 1988) è una cantante e violoncellista giapponese.
Il suo scopritore e produttore è il noto musicista visual kei Mana. Kanon ha debuttato nel DefSTAR Records nel maggio 2008 con la canzone still doll, l'ending theme della prima serie dell'anime adattato dal manga Vampire Knight. La sua seconda canzone Suna no oshiro ("Castello di sabbia"), pubblicata il 12 novembre 2008, è la sigla della seconda serie dell'anime. Ha inoltre pubblicato due album, Shinshoku dolce nel 2009 e Shōjo shikake no libretto nel 2010, e partecipa con Kanon degli AN CAFE al progetto kanon×kanon.
È stata nominata "Best Newcomer award 2008" nel quarto annuale Shojo Beat Music Awards.

## Discografia

### Album
- 18/02/2009 - Shinshoku dolce (侵食ドルチェ?, Shinshoku doruche)
- 28/07/2010 - Shōjo jikake no libretto ~LOLITAWORK LIBRETTO~ (少女仕掛けのリブレット 〜LOLITAWORK LIBRETTO〜?, Shōjo Jikake no riburetto ~LOLITAWORK LIBRETTO~)
- 25/02/2015 - Tsukinami (ツキナミ?)

### Singoli
- 28/05/2008 - still doll (still doll?); ED dell'anime Vampire Knight
- 12/11/2008 - Suna no oshiro (砂のお城?); ED dell'anime Vampire Knight Guilty
- 16/09/2009 - Tōmei no kagi (透明の鍵?); sigla del videogioco MMORPG Avalon no kagi, disponibile solo come download digitale[1]

## Kanon×kanon
Nel 2010 Kanon Wakeshima avvia con il suo omonimo Kanon, il bassista degli AN CAFE, un progetto di collaborazione chiamato kanon×kanon (il segno di moltiplicazione in giapponese implica una collaborazione e non si pronuncia) in cui lei scrive le parole e lui la musica. I musicisti si presentano come un duo in "2 dimensioni e mezzo" (2.5次元?, 2.5 jigen), nel senso che non appartengono né al mondo dei disegni in 2D né a quello della realtà in 3D: il duo nasce infatti per realizzare musica per prodotti da otaku, ovvero cartoni animati, videogiochi e altre opere collegate all'immaginario di Akihabara. I kanon×kanon quindi si esprimono contemporaneamente in due dimensioni con le illustrazioni (lei fanciullina & lui pazzoide calati in varie ambientazioni), in "due dimensioni e mezzo" con la musica e in tre dimensioni con i concerti dal vivo.

### Discografia

#### Singoli
- 17/11/2010 - Calendula requiem (カレンデュラ レクイエム?); sigla iniziale dell'anime Shi ki
- 15/06/2011 - Koi no dōtei (恋の道程?); sigla iniziale dell'anime 30-sai no hoken taiiku